# Keisuke Itagaki
Keisuke Itagaki (Kushiro, 4 aprile 1957) è un fumettista giapponese, noto per il manga Baki the Grappler che vendendo più di 75 milioni di copie è tra i manga più venduti. È inoltre il padre di Paru Itagaki, autrice di Beastars.